# NGC 130
NGC 130, một thiên hà hình hạt đậu, được phát hiện vào ngày 4 tháng 11 năm 1850 bởi Bindon Stoney, cùng ngày anh phát hiện ra NGC 126 và NGC 127. Thiên hà này thuộc nhóm thiên hà NGC 128.